# Gaius Marcius Rutilus Censorinus
Gaius Marcius Rutilus Censorinus war ein römischer Politiker und Senator des 4. Jahrhunderts v. Chr.
Rutilus stammte aus der Familie der Marcier und war Sohn des viermaligen Konsuls Gaius Marcius Rutilus. Im Jahr 311 v. Chr. war Rutilus Volkstribun. Während seiner Tätigkeit brachte er ein Gesetz über die Wahl von Kriegstribunen ein. Nach seinem Volkstribunat wurde er im Jahr 310 v. Chr., zusammen mit Quintus Fabius Maximus Rullianus, Konsul. Während seines Konsulats kämpfte er in Apulien gegen die Samniten. Aufgrund der lex Ogulnia wurde Rutilus im Jahr 300 v. Chr. Pontifex und Augur, eine besondere Auszeichnung.
Im Jahr 295 v. Chr. war Rutilus angeblich Legat in der Schlacht von Sentinum, doch ist die Angabe recht fraglich. Ein Jahr später, 294 v. Chr. wurde er zusammen mit Publius Cornelius Arvina Zensor; ein zweites Mal im Jahr 265 v. Chr. zusammen mit Gnaeus Cornelius Blasio. Daher das Agnomen Censorinus, das seine Nachkommen als Cognomen übernahmen.